# Syftesdriven marknadsföring
Syftesdriven marknadsföring visar hur företaget bidrar till samhällsnytta. Begreppet syftesdriven anspelar på företagets syfte utöver vinstmaximering.
Reklambudskapet är samhällsengagerat och ofta väl förankrat i företagets verksamhet. Målet kan vara både ökad kundlojalitet och ökad motivation bland de anställda.